# Monteruga
Monteruga is een plaats (frazione) in de Italiaanse gemeente Veglie.